# أكرم بونابي
أكرم بونابي (مواليد 28 أغسطس 1999) مبارز جزائري. شارك في الألعاب الأولمبية الصيفية 2020 في منافسة سيف الحسام رجال [الإنجليزية]. احتل المركز 35 بعد خسارته أمام كايتو ستيريتز ‏ الياباني في دور الـ 64. بنتيجة 9–15

## المسيرة الرياضية
بدأ مشواره الرياضي في سن مبكر جدا لكون خاليه مبارزان، وهما نسيم إسلام برناوي والمكلف بالإتصال على مستوى مديرية الحماية المدنية ورؤوف سليم برناوي الوزير السابق للشباب والرياضة.
حاز أكرم بونابي على الميدالية البرونزية في صابر الفريق في بطولة إفريقيا للمبارزة 2016 [الإنجليزية] بالجزائر العاصمة، والبطولة الأفريقية للمبارزة 2018 [الإنجليزية] في تونس، والبطولة الأفريقية للمبارزة 2019 في باماكو. في أبريل 2021، فاز ببطولة التصفيات الأولمبية الأفريقية [الإنجليزية] في القاهرة، وبذلك حصل على التأهل لأولمبياد طوكيو.

## روابط خارجية
- أكرم بونابي على موقع الاتحاد الدولي للمبارزة (الإنجليزية)
- أكرم بونابي على موقع أوليمبيديا (الإنجليزية)